# Josefina Robledo Gallego
Josefina Robledo Gallego (Valencia, 10 de mayo de 1897 - Godella, 1972) fue una destacada guitarrista española nacida en la ciudad de Valencia, que residió 42 años en la localidad de Godella. Discípula de Francisco Tárrega, con quien empezó a estudiar a los siete años. Inició su carrera como concertista a los diez años, con un recital en el salón de actos del Conservatorio de Valencia (en la Plaza de San Esteban). Se formó junto al Maestro Peña Roja en armonía e historia de la música. El crítico y musicólogo Eduard López-Chávarri y Marco describió Josefina Robledo como una guitarrista tan virtuosa como Andrés Segovia.

## Viaje a Sudamérica
En 1914 se embarca en Barcelona rumbo a Argentina en el naviero Duca di Genova, junto a su padre y el violoncellista valenciano Fernando Molina. En Buenos Aires se presentó en el Teatro Comedia como número de relleno en los entreactos de una compañía de zarzuela. Sin embargo, su actuación no fue bien recibida, posiblemente debido a que el repertorio no encajaba con el contexto popular de los entreactos de zarzuela. 
A partir de 1914, Josefina Robledo inició una gira de conciertos por varios países sudamericanos, incluyendo Argentina, Uruguay, Paraguay y Brasil. Su actividad artística en el continente fue intensa y prolongada, lo que la llevó a establecerse en Sudamérica durante aproximadamente una década. Inicialmente residió en Argentina, donde continuó su carrera como intérprete y pedagoga, y más tarde se trasladó a Brasil, estableciéndose en la ciudad de São Paulo.

## Estancia en Brasil y legado pedagógico
Durante su estancia en Brasil, Robledo no solo ofreció recitales como guitarrista, sino que también ejerció una destacada labor como profesora, contribuyendo a la difusión de la escuela guitarrística de Francisco Tárrega en el continente americano.
Uno de sus alumnos más destacados en São Paulo fue Oswaldo Soares, guitarrista y pedagogo local, quien más tarde publicó el método A Escola de Tárrega: Método completo de violão (1932), una obra que refleja la influencia directa de la tradición guitarrística transmitida por Robledo. Esta publicación se considera una de las primeras adaptaciones significativas del legado de Tárrega al contexto brasileño de la guitarra erudita.
Según investigaciones académicas posteriores, el proceso de difusión de la guitarra clásicoa en Brasil entre 1916 y 1960 se desarrolló a través de una línea de transmisión iniciada por los discípulos directos de Tárrega —entre ellos Robledo—, y continuada por sus propios alumnos y seguidores. Este proceso abarcó tanto la práctica instrumental —documentada en biografías, periódicos y revistas especializadas— como el desarrollo de métodos pedagógicos publicados en el país, basados en los principios de la escuela tarreguiana y elaborados por músicos que mantuvieron contacto directo con sus principales exponentes.
Josefina Robledo desempeñó un papel fundamental en la difusión temprana de la Escuela de Tárrega en Sudamérica, especialmente en Brasil. Su estancia en São Paulo, documentada entre 1917 y 1919, coincidió con un periodo clave en la consolidación de la guitarra clásica como disciplina artística y pedagógica en el país. Como intérprete y discípula del legado guitarrístico de Francisco Tárrega, Robledo se convirtió en una figura central en la transmisión de sus principios técnicos y estilísticos a nuevas generaciones de músicos brasileños y en el contexto latinoamericano.

## Regreso a Europa y retirada de los escenarios.
En 1924, Robledo regresó a España, cerrando así un importante capítulo de su vida profesional en América Latina, donde dejó una huella duradera tanto en el ámbito concertístico como en el pedagógico. Ofreció conciertos en diversas ciudades europeas. En 1927 contrajo matrimonio con Ricardo García de Vargas y abandonó su carrera como concertista. No obstante, nunca dejó de tocar la guitarra y destacó su presencia en los homenajes a Tárrega celebrados en 1952 en Villarreal y en 1959 en Valencia. Existen grabaciones privadas en las que interpreta obras de Tárrega, como el Capricho Árabe, junto con una conferencia sobre la figura del compositor.
Josefina falleció en Godella el 25 de mayo de 1972.

## Compositora
Apenas se conoce obra propia, sin embargo de los archivos de Ricardo García Vargas se ha recuperado una partitura de su autoría, en una versión para orquesta de cuerda realizada por el músico valenciano Daniel Albir Gordillo (Valencia, 1912 — 1995), compositor y director de orquesta  que fundó en 1950 y dirigió la Orquesta Ferroviaria de Cámara de Valencia. La pieza en cuestión lleva por título Reviens (Añoranza) y aunque no se conoce la obra original, la textura orquestal sugiere que podría tratarse originalmente de una obra para guitarra e instrumento solista. 
En 2025 el guitarrista Rafael Serrallet publicó una grabación discográfica en una versión para guitarra y orquesta junto a la Orquesta Filarmónica de Leópolis

## Concurso Internacional Josefina Robledo
Josefina Robledo estuvo casada con Ricardo García de Vargas, cronista oficial de Godella. Su marido, en el año 1979, donó una colección de obras de arte a la Caja de Ahorros de Valencia con el objetivo de crear dos premios; el primero, debía dedicarse al estudio histórico de Godella  y, el segundo, a la memoria de Josefina Robledo. Es así como surge el Concurso de Guitarra Josefina Robledo. Este concurso se celebró desde 1979 hasta 1987. Nuevamente se recuperó la convocatoria en el año 2009 con carácter internacional pero su celebración no se prolongó más allá de ese año. En 2015 se celebró otra edición que tampoco corrió mejor suerte. No obstante, en 2025 se presenta el I Festival de Guitarra de Godella y cuyo objetivo en futuras ediciones es recuperar el concurso como una extensión del festival.